# باولو هنريكي (لاعب كرة قدم مواليد 1972)
باولو هنريكي (21 فبراير 1972 في البرازيل – )؛ هو لاعب كرة قدم سابق كان يلعب كلاعب وسط.

## وصلات خارجية
- باولو هنريكي على موقع رابطة كرة القدم اليابانية للمحترفين (اليابانية)
- باولو هنريكي على موقع Soccerway.com (الإنجليزية)
- باولو هنريكي على موقع عالم كرة القدم.نت (الإنجليزية)